# Lưỡi rắn gân dạng lưới
Lưỡi rắn gân dạng lưới (danh pháp khoa học: Ophioglossum reticulatum) là một loài dương xỉ trong họ Ophioglossaceae. Loài này được L. mô tả khoa học đầu tiên năm 1753.